# James Stock
James Harold Stock (* 24. Dezember 1955 in München) ist ein US-amerikanischer Wirtschaftswissenschaftler. Er forscht und lehrt als Professor für Ökonomie, insbesondere Ökonometrie, an der Harvard University.

## Leben und Wirken
James Harold Stock wurde als Sohn von James H. Stock und Barbara F. Stock geboren und erhielt 1978 an der Yale University einen Bachelor of Science in Physik und wechselte dann an die University of California, Berkeley. Dort schloss er 1982 seinen Master und 1983 seinen Ph.D. ab. Anschließend war er Dozent an der Harvard University. 1988 erhielt er ein Forschungsstipendium der Alfred P. Sloan Foundation (Sloan Research Fellowship). In den Jahren 1990 bis 1991 hatte er eine Professur in Berkeley inne und wechselte dann an die John F. Kennedy School of Government, Harvard, um eine Professur in politischer Ökonomie auszufüllen. Seit 2002 an der universitätseigenen Fakultät für Ökonomie Professor.
Das wissenschaftliche Betätigungsgebiet umfasst Bereiche der Makroökonomie, monetäre Politik und ökonometrische Methoden zwecks Analysis von Zeitreihen ökonomischer Daten wie der US-amerikanischen Konjunkturdaten und deren Auswirkungen auf die Geldpolitik. Der Ökonom berät sowohl die Federal Reserve als auch die Europäische Zentralbank in geldpolitischen Fragen. Stock gehört zu den meistzitierten Wirtschaftswissenschaftlern der Gegenwart.
Er ist mit Anne E. Doyle verheiratet und hat zwei Kinder.

## Werke (Auswahl)
- mit Mark W. Watson: Introduction to econometrics. Addison-Wesley, Boston, Mass.[u. a.] 2003, ISBN 0-201-71595-3
- Asymptotic Properties of Least Squares Estimators of Cointegrating Vectors. In: Econometrica. Band 55, Nr. 5, September 1987, S. 1035–1056.
- Nonparametric policy analysis. In: Journal of the American Statistical Association. Band 84, Juni 1989, S. 567–575.
- mit James L. Powell und Thomas M. Stoker: Semiparametric Estimation of Index Coefficients. In: Econometrica. Band 57, Nr. 6, November 1989, S. 1403–1430.
- mit David A. Wise: Pensions, the Option Value of Work, and Retirement. In: Econometrica. Band 58, Nr. 5, September 1990, S. 1151–1180.
- mit Christopher Sims und Mark W. Watson: Inference in Linear Time Series Models with Some Unit Roots. In: Econometrica. Band 58, Nr. 1, Januar 1990, S. 113–144.
- mit Robert G. King, Charles I. Plosser und Mark W. Watson: Stochastic Trends and Economic Fluctuations. In: American Economic Review. Band 81, Nr. 4, September 1991, S. 819–840.
- mit Mark W. Watson: A Simple Estimator of Cointegrating Vectors in Higher Order Integrated Systems. In: Econometrica. Band 61, Nr. 4, Juli 1993, S. 783–820.
- mit Graham Elliott und Thomas J. Rothenberg: Efficient Tests for an Autoregressive Unit Root. In: Econometrica. Band 64, Nr. 4, Juli 1996, S. 813–836.
- mit Douglas Staiger: Instrumental Variables Regression with Weak Instruments. In: Econometrica. Band 65, Nr. 3, Mai 1997, S. 557–586.
- mit Douglas Staiger und Mark W. Watson: The NAIRU, Unemployment and Monetary Policy. In: Journal of Economic Perspectives. Band 11, Nr. 1, 1997, S. 33–49.
- mit Mark W. Watson: Forecasting inflation. In: Journal of Monetary Economics. Band 44, Nr. 2, Oktober 1999, S. 293–335.
- mit Jonathan Wright: GMM with Weak Identification. In: Econometrica. Band 68, Nr. 5, September 2000, S. 1055–1096.
- Graham Elliott: Confidence intervals for autoregressive coefficients near one. In: Journal of Econometrics. Band 103, Nr. 1–2, Juli 2001, S. 155–181.
- Measuring Business Cycle Time. In: Journal of Political Economy. Band 95, Nr. 6, Dezember 1987, S. 1240–1261.

## Mitgliedschaften und Ehrungen (Auswahl)
- Research Associate des National Bureau of Economic Research seit 1989
- Mitglied der Hoover Institution, Stanford University 1986–1987
- Mitglied er Econometric Society seit 1992
- Berater (Consultant) der Europäischen Zentralbank seit 2000
- Mitglied der American Academy of Arts and Sciences seit 2006
- Richard-Stone-Preis 2024

## Einzelbelege
1. ↑  Past Fellows. Alfred P. Sloan Foundation, archiviert vom Original (nicht mehr online verfügbar) am 14. März 2018; abgerufen am 27. Juli 2019.  Info: Der Archivlink wurde automatisch eingesetzt und noch nicht geprüft. Bitte prüfe Original- und Archivlink gemäß Anleitung und entferne dann diesen Hinweis.
2. ↑   CV, Seite 1 (Memento des Originals vom 14. Oktober 2009 im Internet Archive)  Info: Der Archivlink wurde automatisch eingesetzt und noch nicht geprüft. Bitte prüfe Original- und Archivlink gemäß Anleitung und entferne dann diesen Hinweis.
3. ↑  IDEAS-Rating

| Personendaten    | Personendaten                                |
| ---------------- | -------------------------------------------- |
| NAME             | Stock, James                                 |
| ALTERNATIVNAMEN  | Stock, James Harold (vollständiger Name)     |
| KURZBESCHREIBUNG | US-amerikanischer Wirtschaftswissenschaftler |
| GEBURTSDATUM     | 24. Dezember 1955                            |
| GEBURTSORT       | München                                      |